# 소년궁

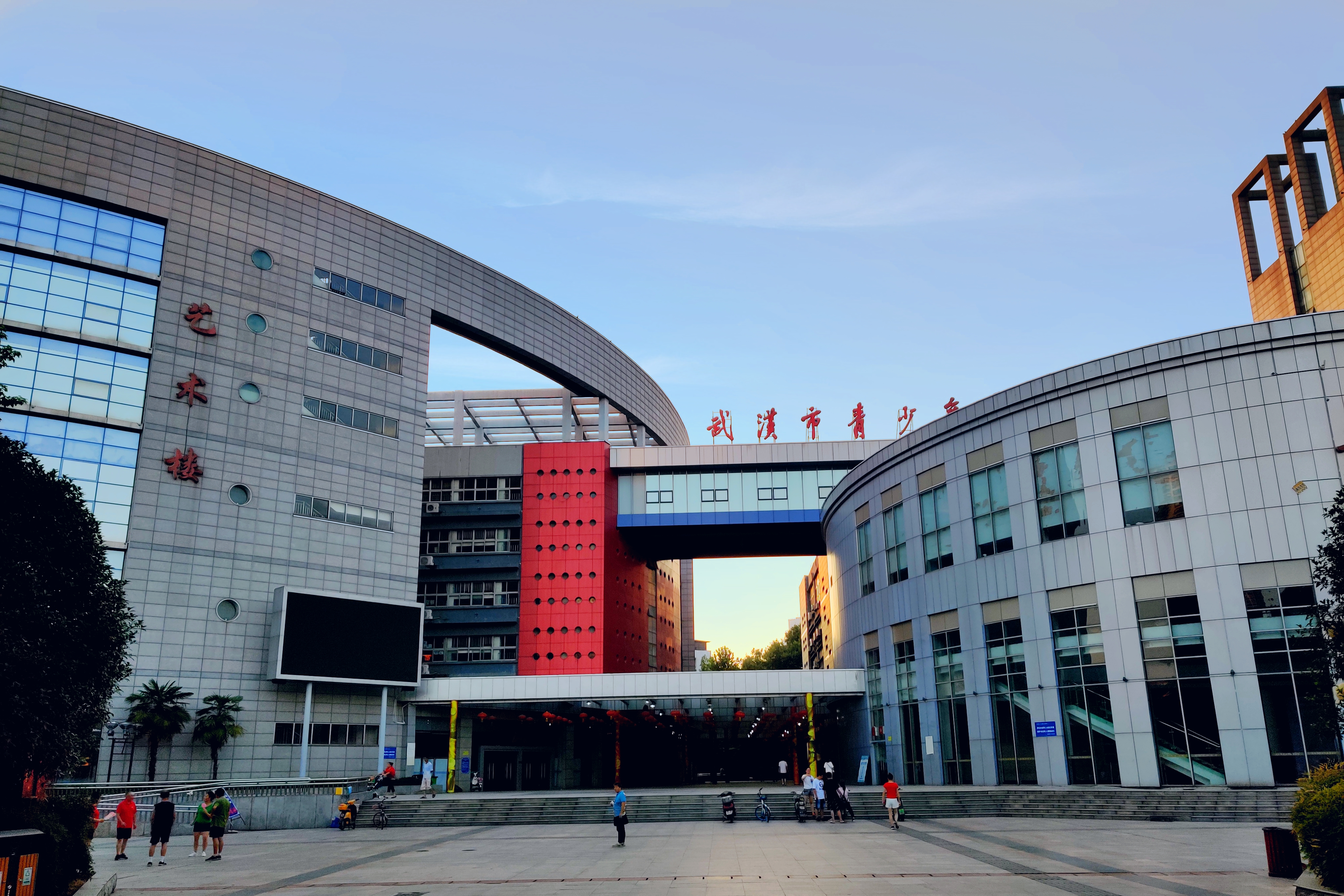
우한 청소년궁

소년궁(청소년궁, 青少年宫)은 과학 기술, 예술, 문학, 체육, 외국어 등의 교육, 대중문화, 오락 활동을 하나로 융합시킨 중국의 청소년 교외(校外) 문화 교육 활동 장소이다.

## 부문별 기능 및 공간 구성
중국 소년궁의 기능은 "체육, 문화, 교육, 관리, 공용"의 5개 부문으로 분류할 수 있으며, 기능에 따른 공간 구성은 표와 같다.
| 기능 및 분류 | 기능                                | 공간 분류                                  |
| ------------ | ----------------------------------- | ------------------------------------------ |
| 문화부문     | 영화, 공연, 강연회 등               | 대강당, 극장, 전시실 등                    |
| 교육부문     | 취미활동, 교육, 연수활동 등         | 독서실, 취미교실, 공작실 등                |
| 체육부문     | 구기종목, 수영, 체력단련 등         | 체육관, 수영장 등                          |
| 관리부문     | 사무관리·지원, 수련거리개발, 안내등 | 상담실, 지도자실, 사무실, 관리사무실등     |
| 공용부문     | 공용공간 지원                       | 화장실, 복도, 로비,식당, 매점, 시외조경 등 |

## 소년궁의 활동 프로그램
소년궁에서는 한국의 청소년 수련관과 청소년 문화의 집처럼 다양한 청소년 수련 활동을 진행하며 주로 다음과 같이 문화예술중심적인 청소년 활동 프로그램을 진행한다.
- 영화상영회
- 독서토론동아리
- 수영프로그램
- 댄스경연대회

소년궁에서는 문화예술중심적인 활동 외에도 매년 다양한 주제별 교육 행사와 명절 문화 행사를 개최하여 청소년의 취미생활 발전과 바른 행동습관 양성, 건강한 신체 발달, 창의력 증진을 돕고 있다.
또한 소년궁의 선생님들은 한국의 청소년 지도사와 달리 학교 문화수업 교사로서 청소년 활동을 지도한다.

## 중국 청소년궁과의 교류 활동
- 2021년 세종시는 10월 18일부터 22일까지 세종시 호수공원 송담만리 전시관에서 ‘세종-중국 샨시성(陝西省) 아동청소년 코로나19 안전 그림 교류전’을 열어 샨시성 리틀스완 예술단 및 롄후취(莲湖区) 소년궁(少年宮) 소속 아동·청소년들의 작품을 전시하였다.[4]

- 2022년 제주시는 9월 2일부터 7일까지 제주아트센터, 10월에는 중국 계림시 소년궁, 11월에는 일본 산다시 마치즈쿠리 협동센터로 장소를 옮겨 '2022 한중일 어린이 서화 교류전'을 개최하였다.[5]

## 같이 보기
- 만경대학생소년궁전

1. ↑  글로벌교육센터 (2015). 9월 중국 교육평가 동향. 국제교육동향. 9월호. 5-6. 한국교육과정평가원
2. ↑  오언, 이종국 (2012.08). 중국 북경시 소년궁의 현황에 관한 연구. 2012, vol.10, no.2, 통권 32호. 104. 한국청소년시설환경학회
3. ↑  DENG YUNYI (2019.05.31). “[청소년신문] 중국의 청소년 활동 궁금하시죠?”. 광주드림. 2022년 9월 8일에 확인함.
4. ↑  박지호 (2022.08.25). “세종시, 중국 샨시성과 아동·청소년 코로나19 그림 교류전”. 연합뉴스. 2022년 9월 22일에 확인함.
5. ↑  송승화 (2021.10.18). “[제주소식] 한중일 어린이 서화 교류전 개최”. 뉴시스. 2022년 9월 22일에 확인함.